# Culumana torqua
Culumana torqua är en insektsart som beskrevs av Delong och Freytag 1972. Culumana torqua ingår i släktet Culumana och familjen dvärgstritar. Inga underarter finns listade i Catalogue of Life.